# 格蘭德萊克斯特里姆 (緬因州)
格蘭德萊克斯特里姆（英語：Grand Lake Stream）是位於美國緬因州華盛頓縣的一個種植園。

## 人口
根據2020年美國人口普查的數據，格蘭德萊克斯特里姆的面積為126.10平方千米，當中陸地面積為114.50平方千米，而水域面積為11.60平方千米。當地共有人口125人，而人口密度為每平方千米0人。